# Francesco Pescaroli

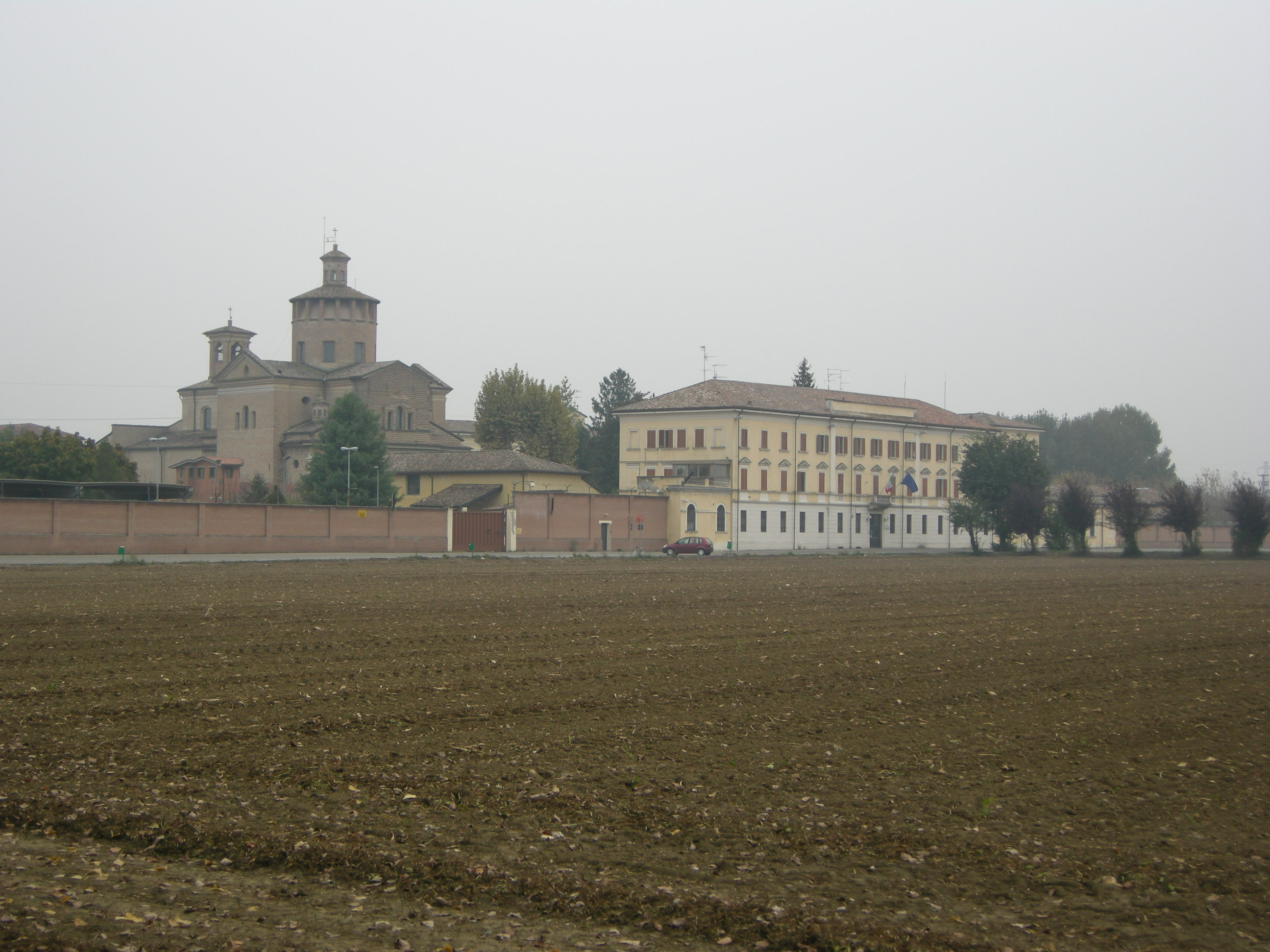
La Certosa di Parma, la ristrutturazione della chiesa è attribuita a Francesco Pescaroli

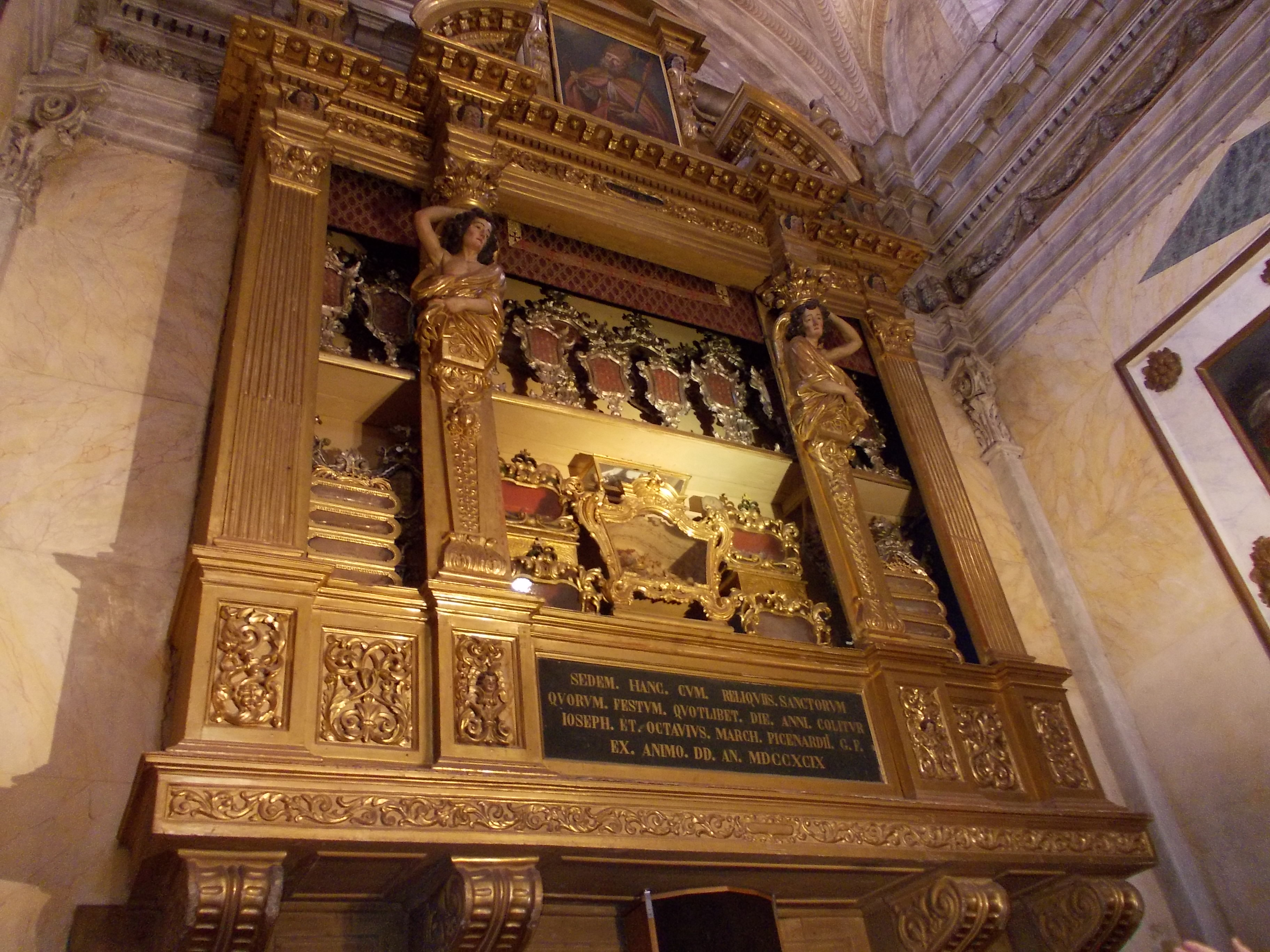
L'Ancona lignea della chiesa di Torre de Picenardi

Francesco Pescaroli (Cremona, 1610 – Cremona, 26 maggio 1679) è stato un architetto e intagliatore italiano, esponente del barocco.

## La vita

### La giovinezza
Poco è noto del periodo della giovinezza e della sua formazione, quello che sappiamo è il nome del padre Andrea Pescaroli, appartenente ad una nobile famiglia cremonese, che proveniva dalla parrocchia di Santa Cecilia e che l'anno di nascita è il 1610. Questa penuria di notizie ha ingenerato alcuni errori fra i quali quello dell'esistenza di due Francesco Pescaroli che operarono a Cremona nel XVII secolo, i due furono ribattezzati senior (nato nel 1590) e junior (nato nel 1610), in realtà accurate ricerche anagrafiche hanno acclarato che tutto ciò è erroneo in quanto il primo si chiamava Francesco Maria e abitava nella parrocchia di San Gallo e non aveva mai svolto la professione di architetto, il secondo Francesco era della parrocchia di Santa Cecilia ed era chiamato "Mastro intagliatore" o Architetto, i due risultavano essere fratelli, entrambi figli di Andrea.

### L'apprendistato con il Ceruti
La bottega in cui esercitava la professione era collocata nel cuore della città ad angolo del quadrilatero fra la Contrada dei Coltellai e il piazzolo San Domenico. Questa bottega era stata ereditata sposando la figlia di Cesare Ceruti, Maddalena. I Ceruti erano una famiglia di intagliatori molto noti e avevano condotto questa attività per generazioni, sino che la famiglia di Cesare non fu falcidiata dalla peste del 1630 (lo stesso padre di Francesco, Andrea, ne rimase vittima), in assenza di figli maschi il Ceruti, desideroso di trovare qualcuno che potesse continuare l'attività di famiglia e ben conscio delle capacità di Francesco, ne caldeggiò il matrimonio con la figlia Maddalena, celebrato il 26 maggio 1631 in San Faustino a Cremona.

### L'affermazione come intagliatore
Il Pescaroli rimase a lavorare con Cesare Ceruti sino alla morte di quest'ultimo, avvenuta nel 1643 e a 33 anni si trovò maestro della bottega e l'usufrutto dei beni della moglie. SIcuramente gli anni trascorsi con Ceruti furono fondamentali per la formazione e l'apprendimento o forse il perfezionamento dell'arte dell'intaglio, necessaria per soddisfare le esigenze della raffinata clientela che si avvaleva da decenni dei servigi della bottega. Per questo motivo molti giovani aiutanti continuavano a succedersi come garzoni di bottega, fra i quali si annoverano Giacomo Bertesi, noto intagliatore cremonese, e molto probabilmente, Antonio Stradivari anche se in realtà quest'ultimo godeva dello status di famiglio e cioè aveva diritto al vitto e alloggio. Del resto che ci fossero legami stretti anche se di natura non del tutto chiarita fra il Pescaroli e lo Stradivari appare ben certo dal momento che il Pescaroli si adoperò come garante dello Stradivari, in assenza apparente di parenti, in occasione del suo matrimonio con Francesca Ferraboschi contratto il 4 luglio 1667, offrendo alla coppia una casa con annessa una bottega completamente arredata di arnesi, materiali e suppellettili nella contrada della sposa: Sant'Agata.

### Il periodo delle opere architettoniche
A cavallo degli anni cinquanta del secolo il Pescaroli lavora di sovente su commissione per i Ponzone e i suoi lavori da architetto finiscono con il portarlo spesso lontano da Cremona, nel 1662-1663 Francesco è nominato ingegnere dell'Ufficio degli Argini e Dugali occupandosi della navigabilità dei canali cremonesi. Nei primi anni 70 è impegnato al progetto di ristrutturazione della certosa di Parma, il suo ultimo lavoro è la costruzione di San Archelao a Castelverde che però non vedrà compiuta morendo improvvisamente il 26 maggio del 1679 senza lasciare testamento. Da quanto inventariato dalla figlia Anna, sposata all'architetto Bartolomeo Orsi si sa che il Pescaroli possedeva una casa di campagna con annesse 5 pertiche cremonesi di terra a Gadesco, ereditate dal padre Andrea, la casa con bottega di cui abbiamo già parlato, 180 libri di architettura civile militare e geometria e numerose sculture in legno e ritratti.

## Le opere

### Pescaroli l'intagliatore
Tra le sue opere come mastro intagliatore, poco è giunto sino a noi. La prima opera nota risale al 1643 ed è un'ancona lignea realizzata per l'altare maggiore della chiesa di San Carlo a Cremona e trasferita nel 1788 nella chiesa di Torre de Picenardi, nel 1656 è a Parma su richiesta dell'Abate di San Giovanni, per la realizzazione di scansie per la biblioteca perdute già nel XIX secolo, nel 1658 realizza l'ancona dell'altare di San Francesco Saverio nella chiesa di San Marcellino, struttura ancora esistente, nel 1660 realizza un'ancona lignea da collocare nella Cappella del Crocefisso di Sant'Agata,nel 1660 realizza una croce e sei candelieri per la chiesa di Monticelli d'Ongina, tra il 1661 e il 1665 lavora presso la chiesa di San Francesco a Cremona realizzandone i banchi, i candelieri in legno scolpito ma progettando pure la facciata dell'edificio, ora non più visibile per modifiche successive apportate nel 1778, nel 1664 su richiesta del Vescovo Alessandro Pallavicino realizza un'ancona per la cattedrale di Borgo San Donnino (l'odierna Fidenza) da collocarsi nell'altare di Sant'Antonio. La fama guadagnata come intagliatore lo porta a ricevere richieste anche al di fuori dal territorio cremonese, nel 1669 infatti, dai confratelli della compagnia della vergine del pianto gli viene commissionata una grande ancona lignea da collocarsi nel duomo di Sant'Angelo in Vado, nei territori pontifici, l'opera fu realizzata a Cremona mentre per la collocazione fu lo stesso Pescaroli che si recò nei territori pontifici per seguire personalmente le operazioni, durante la visita è noto che suggerì soluzioni architettoniche per la riparazione del campanile del duomo lesionato da un terremoto.
A queste opere maggiori si affiancano numerosissime opere minori, basti pensare che dal 1658 al 1676 è incaricato della realizzazione di opere per la nobile famiglia dei Ponzone, si ha traccia certa ad esempio di scrivanie, di cornici ad intaglio e dell'intaglio di 8 colonne da lettiera

### Pescaroli architetto
Come già è stato più volte ricordato il Pescaroli svolse la professione di intagliatore parallelamente a quella di architetto, si ricorda come sua opera giovanile il rifacimento del Palazzo Magio (ora noto come Palazzo Magio Grasselli) fra il 1643 e il 1645, per il quale ripensò la facciata il corpo di fabbrica su strada, strutturato su appartamenti nobili e anticamere. È attribuibile al Pescaroli anche il progetto del Palazzo dei Picenardi di piazza Roma, demolito negli anni sessanta del XX secolo. Del 1659 invece si ricorda la ristrutturazione della rocca di Castelletto Ponzoni. A Busseto, in adiacenza al collegio innalzato a partire dal 1617, costruì per i Gesuiti la chiesa di Sant'Ignazio di Loyola, le cui strutture furono completate solo nel 1682.
Molto attivo fu il Pescaroli nel campo delle opere architettoniche dal 1670 in poi: nel 1671 si occupò del restauro delle porte della città di Cremona, sempre del 1671 è la riparazione del ponte di San Rocco a Cremona i cui lavori svolti da Domenico Verda furono diretti dal Pescaroli. Sempre intorno al 1670 lo troviamo al servizio dei Gesuiti per la realizzazione di alcuni ambienti riservati alla congregazione dei Nobili, nel 1675 progetta e dirige i lavori dell'Oratorio della Carità presso la chiesa di San Vincenzo, successivamente si occupò del restauro della chiesa di Sant'Imerio dei Carmelitani con rifacimento della facciata; nel 1676 invece progettò l'ampliamento del Palazzo dei Ponzone a Gombito. Accanto a queste opere per tutto il periodo fra il 1671 e 1679 si occupò della ricostruzione della Certosa di Parma, opera principe per la quale viene ricordato e che sarebbe stata terminata solo nel 1722. Al Pescaroli va attribuito il progetto di ricostruzione della chiesa e la realizzazione di un modello ligneo. L'ultima opera a lui attribuita è la progettazione e costruzione della chiesa di Sant'Archelao a Castelverde.